# Acromecis caesar
Acromecis caesar är en fjärilsart som beskrevs av Fabricius 1793. Acromecis caesar ingår i släktet Acromecis och familjen tjockhuvuden. Inga underarter finns listade i Catalogue of Life.